# 艾華路·彭利拿
艾華路·丹尼爾·彭利拿·巴拉根（Álvaro Daniel Pereira Barragán，1985年11月28日—）出生於烏拉圭蒙特維多，烏拉圭足球員。他是一名左路球員，他能勝任後衛和中場。

## 球會
艾華路·彭利拿於2003年在本土球會米雷瑪爾出道，兩年後轉會至阿根廷球會基爾梅斯。在基爾梅斯於2006/07球季從阿根廷甲組聯賽降班後，他加盟小阿根廷人。在2007年春季聯賽，他以7個入球成為球隊的首席射手。
2008年夏天，艾華路·彭利拿以250萬歐羅轉會費，加盟羅馬尼亞球會克盧日，他在2008/09球季歐聯首次為球會上陣，他並且為球會在該季的歐聯賽事悉數正選上陣。
2009年夏天，波圖以450萬歐羅買入艾華路·彭利拿80%擁有權。在他首個葡超球季，他主要擔任左閘。在該季，波圖取得聯賽季軍及贏得葡萄牙盃冠軍。
2012年8月23日，意大利足球甲级联赛球队国际米兰宣布阿尔瓦罗·佩雷拉正式加盟球队，转会费为1000万欧元，并根据球员新赛季的表现，最多可追加到1500万欧元。

## 國家隊
艾華路在2008年11月19日對法國的賽事首次為烏拉圭國家隊上陣。他在代表烏拉圭的第二場賽事便取得入球，在的黎波里友賽利比亞時為烏拉圭入球，助球隊擊敗對手3:2。
在2010年世界盃外圍賽下半部分的賽事，他開始在國家隊取得正選位置，在附加賽對哥斯達黎加的兩回合賽事皆以正選上陣，助該支南美球隊事隔四年重返世界盃決賽週。在南非舉行的2010年世界盃決賽週，他替烏拉圭在7場賽事中上陣5場，並在大勝東道主南非3:0一戰以頭槌破門。

### 國際賽入球
| #  | 日期          | 地點                       | 對手   | 入球比數 | 賽果 | 賽事             |
| -- | ------------- | -------------------------- | ------ | -------- | ---- | ---------------- |
| 1. | 2009年2月11日 | 利比亞的黎波里6月11日球場  | 利比亞 | 3 – 2    | 3–2  | 友誼賽           |
| 2. | 2010年5月27日 | 烏拉圭蒙特維多世紀球場     | 以色列 | 2 – 1    | 4–1  | 友誼賽           |
| 3. | 2010年6月16日 | 南非比勒陀利亞洛夫托斯球場 | 南非   | 3 – 0    | 3–0  | 2010年世界盃     |
| 4. | 2011年7月9日  | 阿根廷门多萨马尔维纳斯球场 | 智利   | 1 – 0    | 1–1  | 2011年美洲國家盃 |
| 5. | 2011年7月12日 | 阿根廷拉普拉塔拉普拉塔球场 | 墨西哥 | 1 – 0    | 1–0  | 2011年美洲國家盃 |

## 榮譽
- 克盧日：
  - 羅馬尼亞盃：2008/09[6]

- 波圖：
  - 欧足联欧洲联赛：2010/11
  - 葡萄牙足球超级联赛：2010/11，2011/12
  - 葡萄牙盃：2009/10，2010/11
  - 葡萄牙超級盃：2009，2010，2011

- 乌拉圭国家足球队
  - 美洲國家盃：2011

## 外部連結
- BDFA個人資料 （页面存档备份，存于） （西班牙文）
- 阿根廷聯賽統計 （页面存档备份，存于） （西班牙文）
- Zerozero個人資料及數據 （页面存档备份，存于）
- 國家隊數據[永久] （西班牙文）
- 艾華路·彭利拿在National-Football-Teams.com的資料